# Dominsel (Bremen)

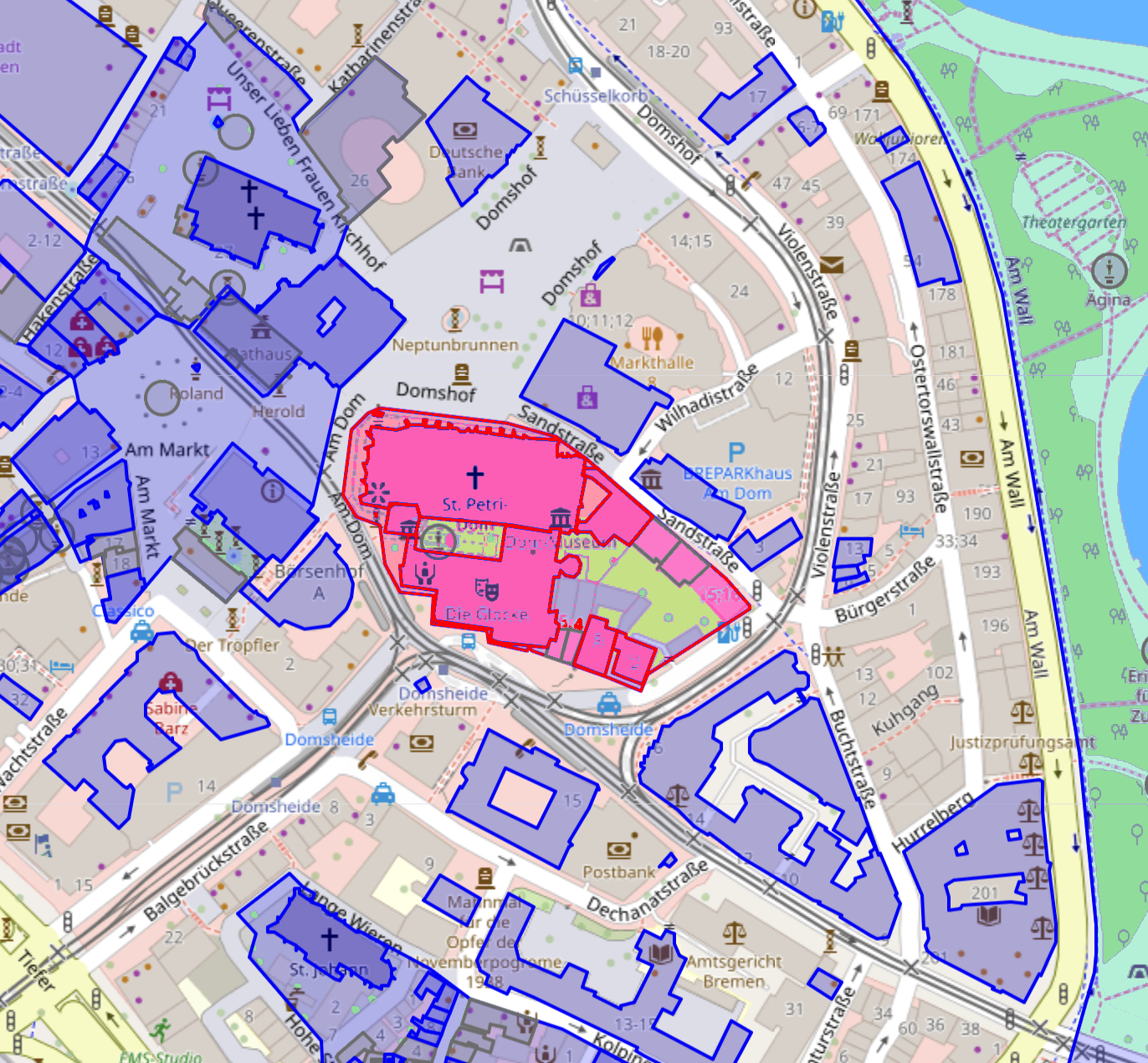
„Dominsel“ rot und pink, übrige Denkmalbauten und -Areale blau

Die Dominsel ist seit 1973 ein denkmalgeschütztes Ensemble in der Bremer Altstadt.
Es umfasst den Bremer Dom und angrenzende Gebäude zwischen Domshof und Sandstraße im Norden, der Domsheide im Süden, dem Grasmarkt (Straßenname: Am Dom) im Westen und der Violenstraße im Osten. Im Unterschied zu Städten, deren Kathedralen auf geografischen Inseln stehen, hat die Bezeichnung „Dominsel“ in Bremen keinen Bezug zu Gewässern.
Als Einzeldenkmäler umfasst das Ensemble außer dem mittelalterlichen Dom nur Gebäude des 18. bis 20. Jahrhunderts: Am Dom 2, Domsheide 2 bis 8, Sandstraße 10 bis 16.

## Einzeldenkmale und Bestandteile des Ensembles

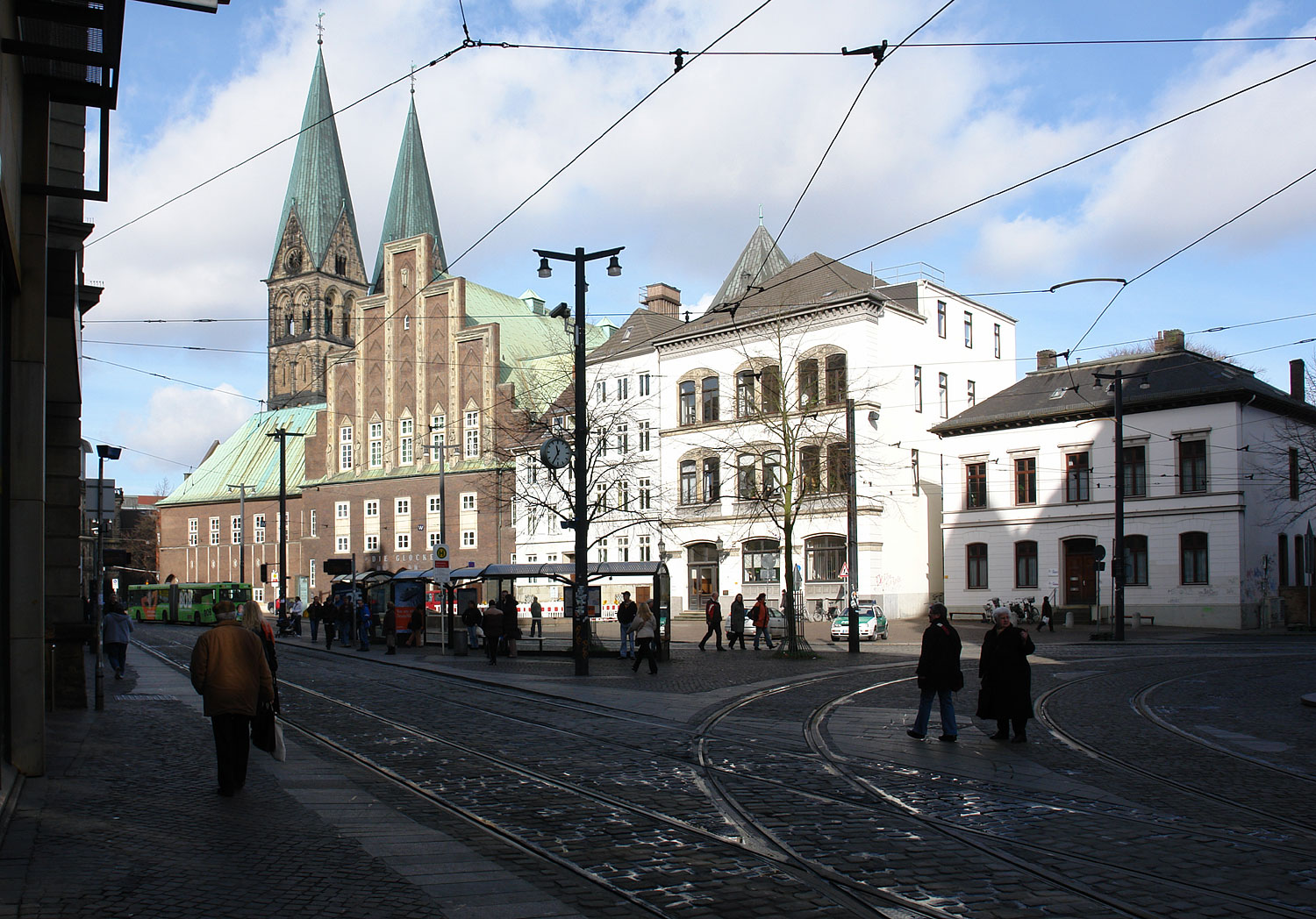
Dominsel mit Domtürmen, von Domsheide/Ecke Ostertorstraße

Folgende Bauwerke in der Denkmalgruppe Dominsel stehen unter Bremer Denkmalschutz:
- Domsheide 2: Pfarrhaus der Domgemeinde von 1845, von Maurermeister Johann Hinrich Schröder[3]
- Domsheide 3: Haus Kulenkampff von 1848, früher Johannisloge „Zum Oelzweig“, früher Sitz der Firma Gebrüder Kulenkampff, von Maurermeister Johann Hinrich Schröder[4]
- Domsheide 4: Geschäftshaus, 18. Jh. und 1849[5]
- Domsheide 5: Geschäftshaus, 18. Jh. und 1839[6]
- Domsheide 6 bis 8: Konzerthaus Die Glocke, Kapitelhaus und Gaststätte von 1928, von Architekt Walter Görig[7]
- St. Petri-Dom am Domshof von 1044–1070, um 1250, Kapellen des südl. Seitenschiffs am Ende des 14. Jh., Verbreiterung des nördl. Seitenschiffs ab 1502 sowie Erneuerungen von 1888–1901, von den Dombaumeistern Max Salzmann und Ernst Ehrhardt[8]
- Bismarck-Denkmal, Reiterstandbild Otto von Bismarck von 1910, von Adolf von Hildebrand[9]
- Turmbläserbrunnen von 1899, vom Dombaumeister Ernst Ehrhardt[10]
- Küsterhaus der Domgemeinde, Am Dom 2, von 1928, von Architekt Walter Görig[11]
- Gemeindehaus der Domgemeinde, Sandstraße 10–12, von 1928, von Dombaumeister Walter Görig[12]
- Predigerhäuser der Domgemeinde, Sandstraße 13/14, von 1960, von Walter Görig[13]

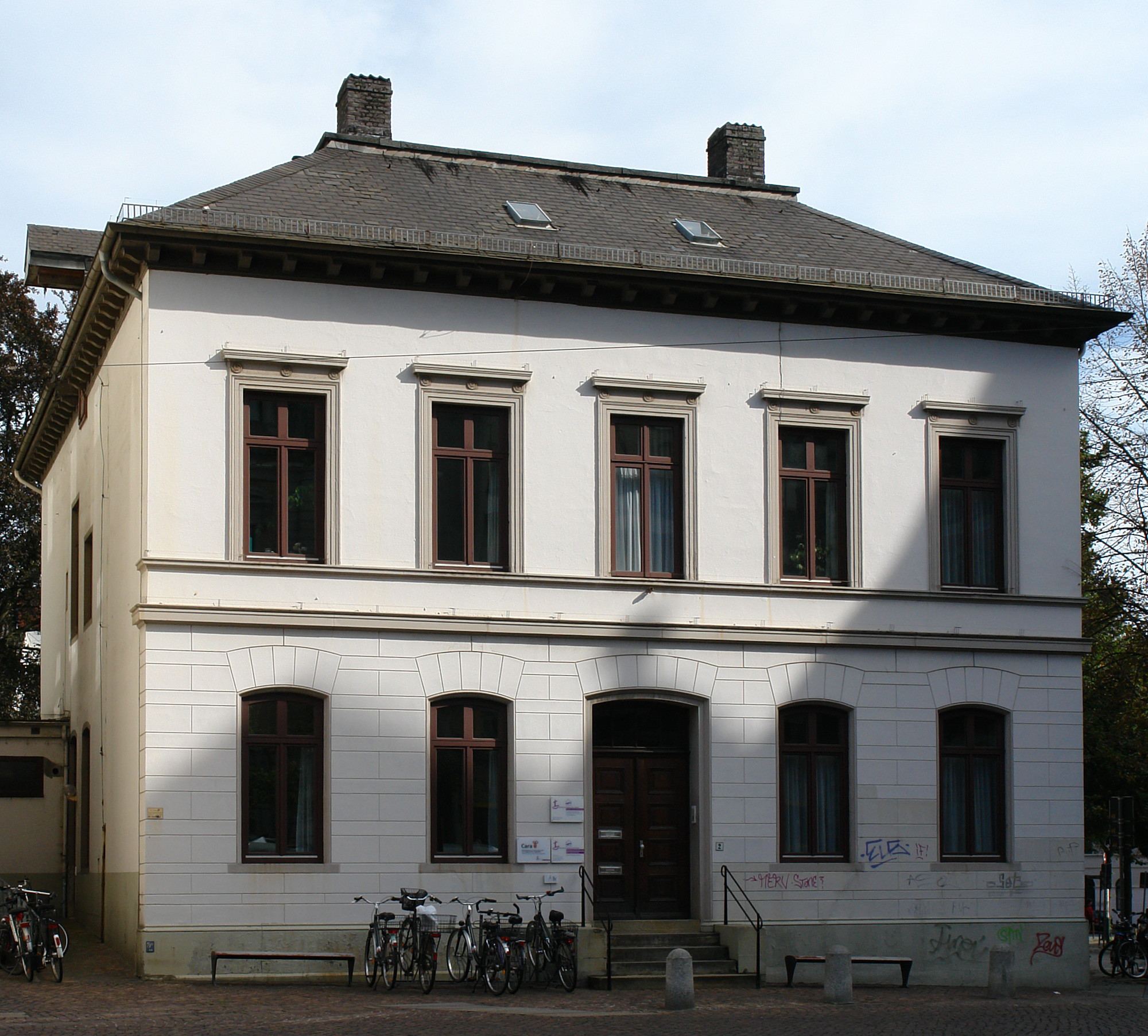
Domsheide 2: Pfarrhaus der Domgemeinde
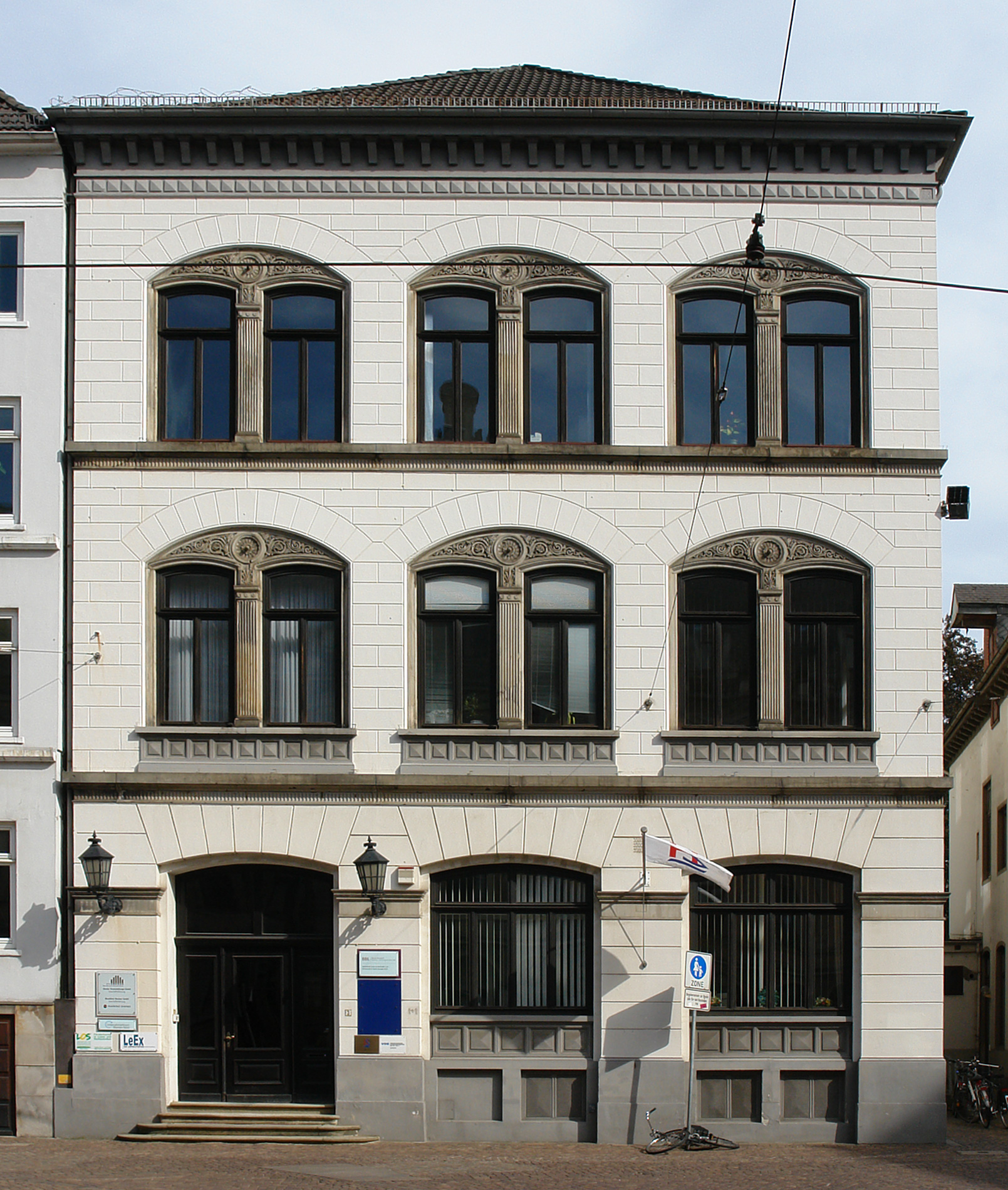
Domsheide 3: Haus Kulenkampff
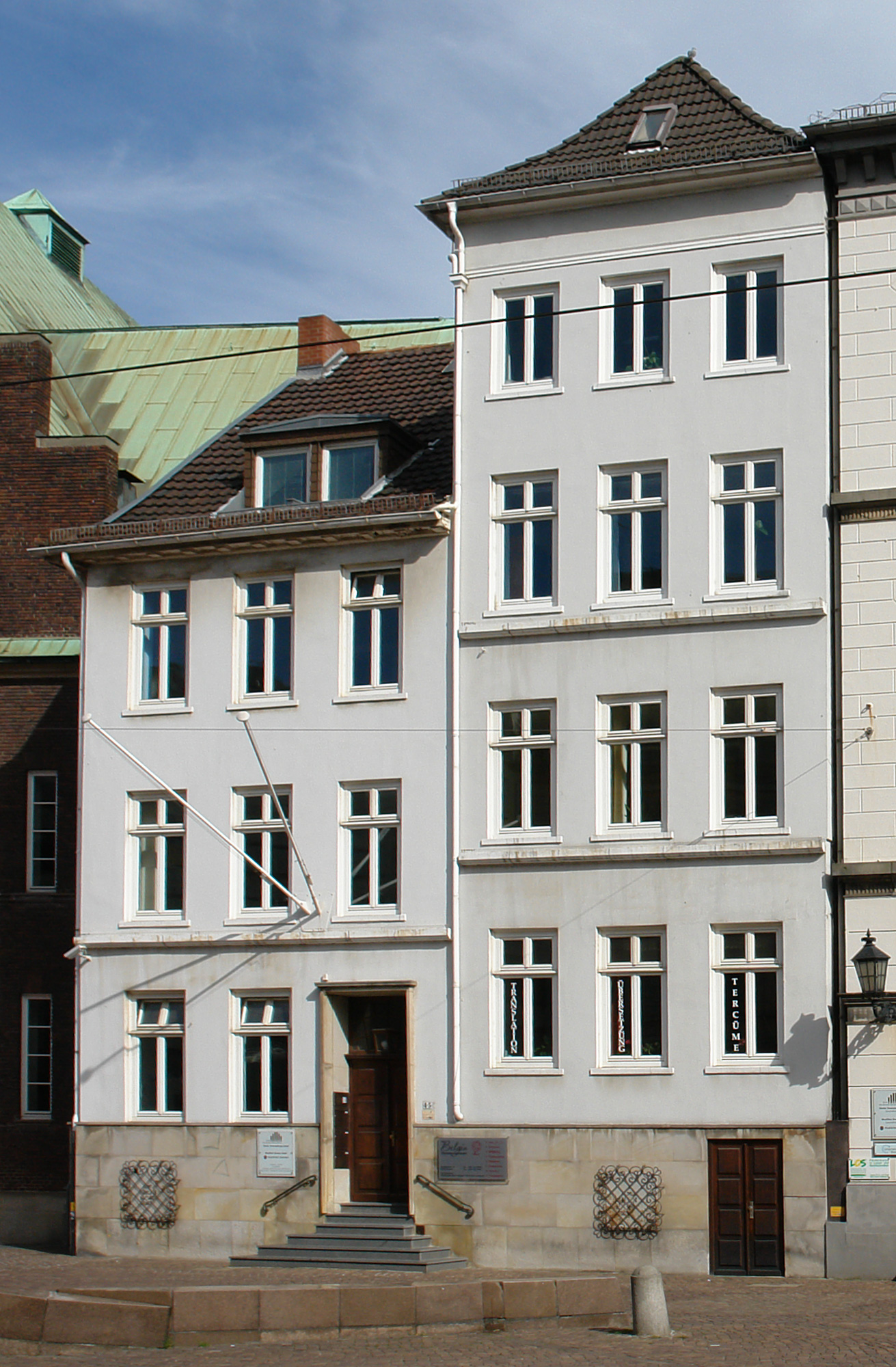
Domsheide 4 und 5: Geschäftshäuser
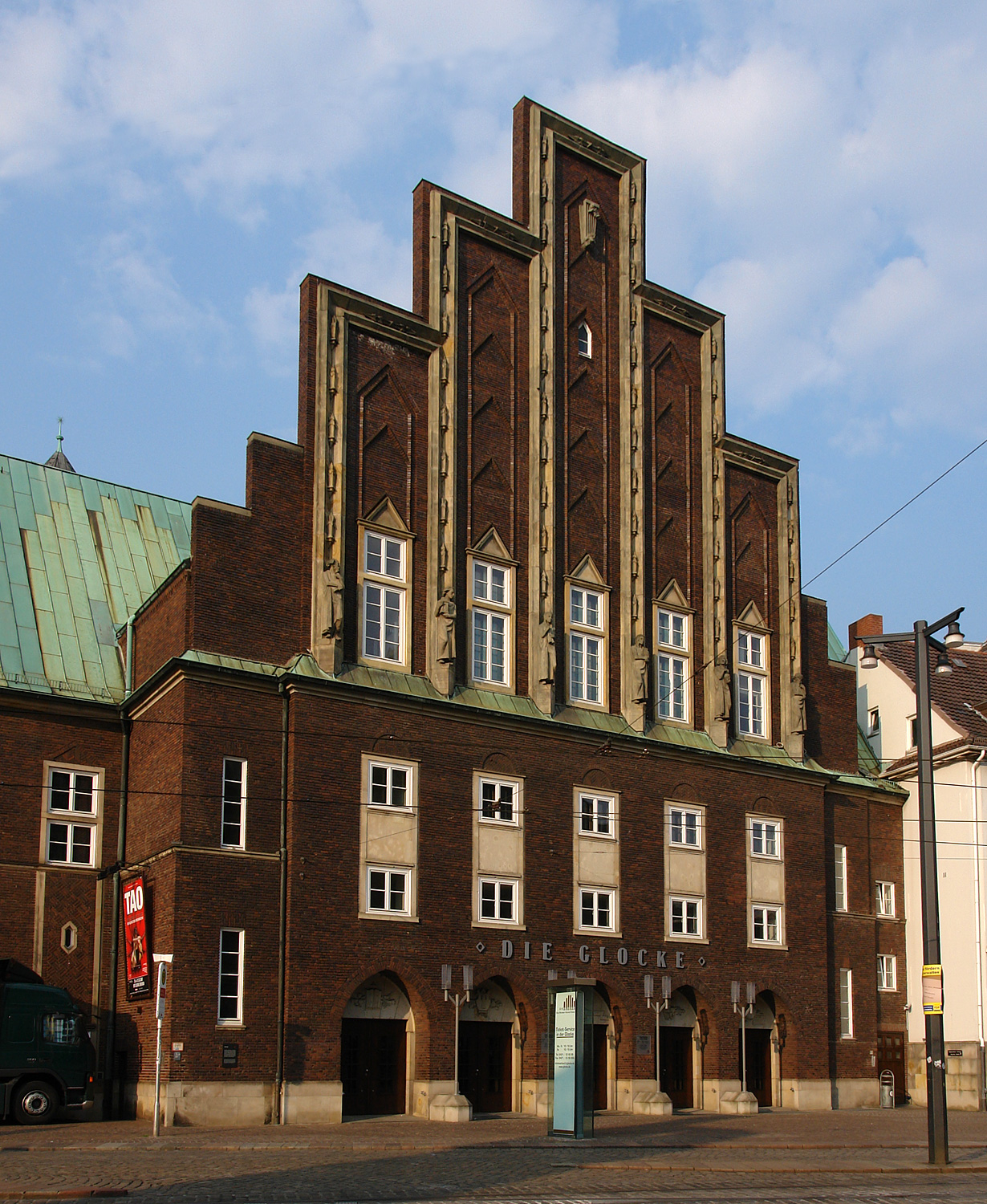
Domsheide 6–8: Die Glocke
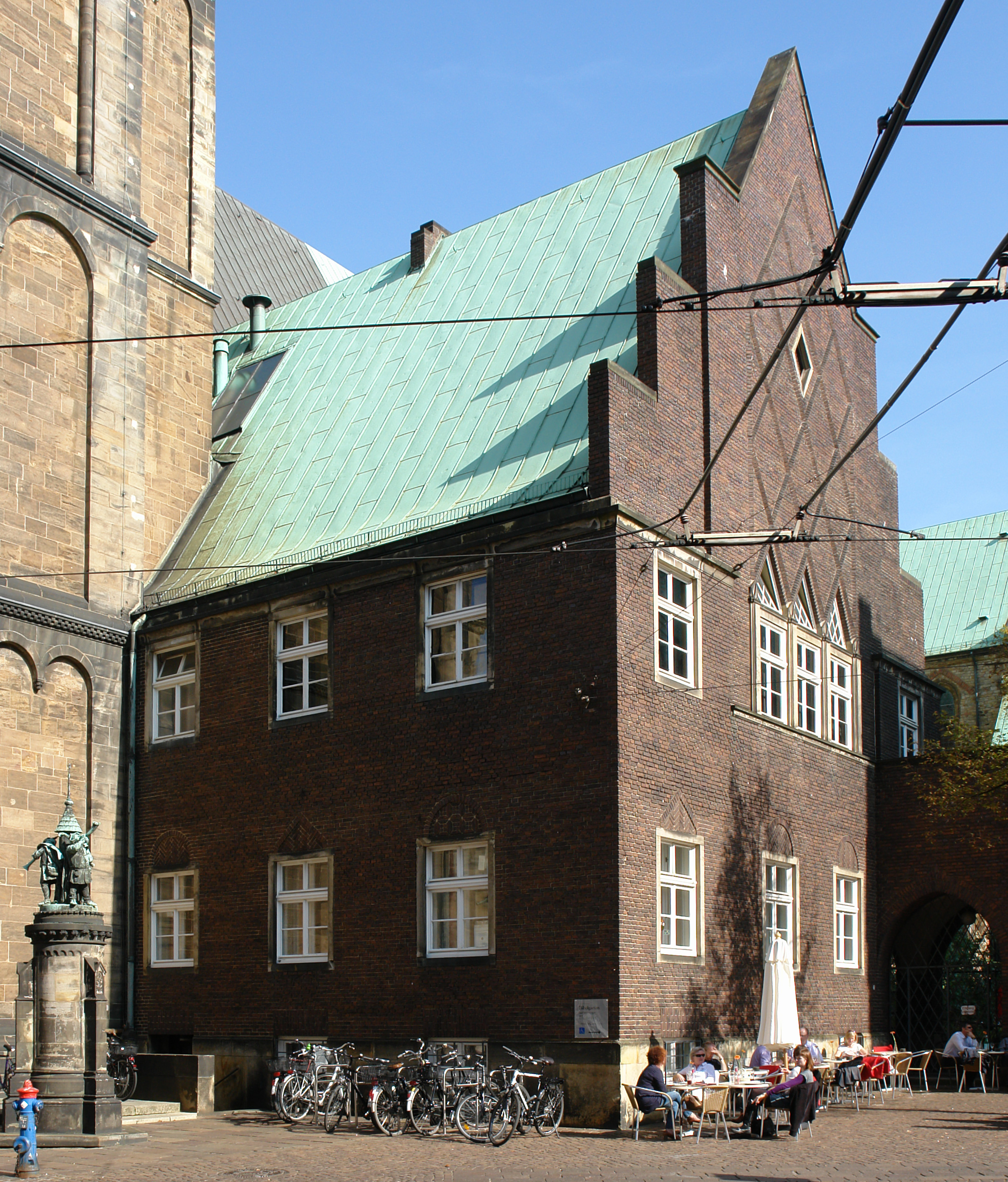
Küsterhaus der Domgemeinde
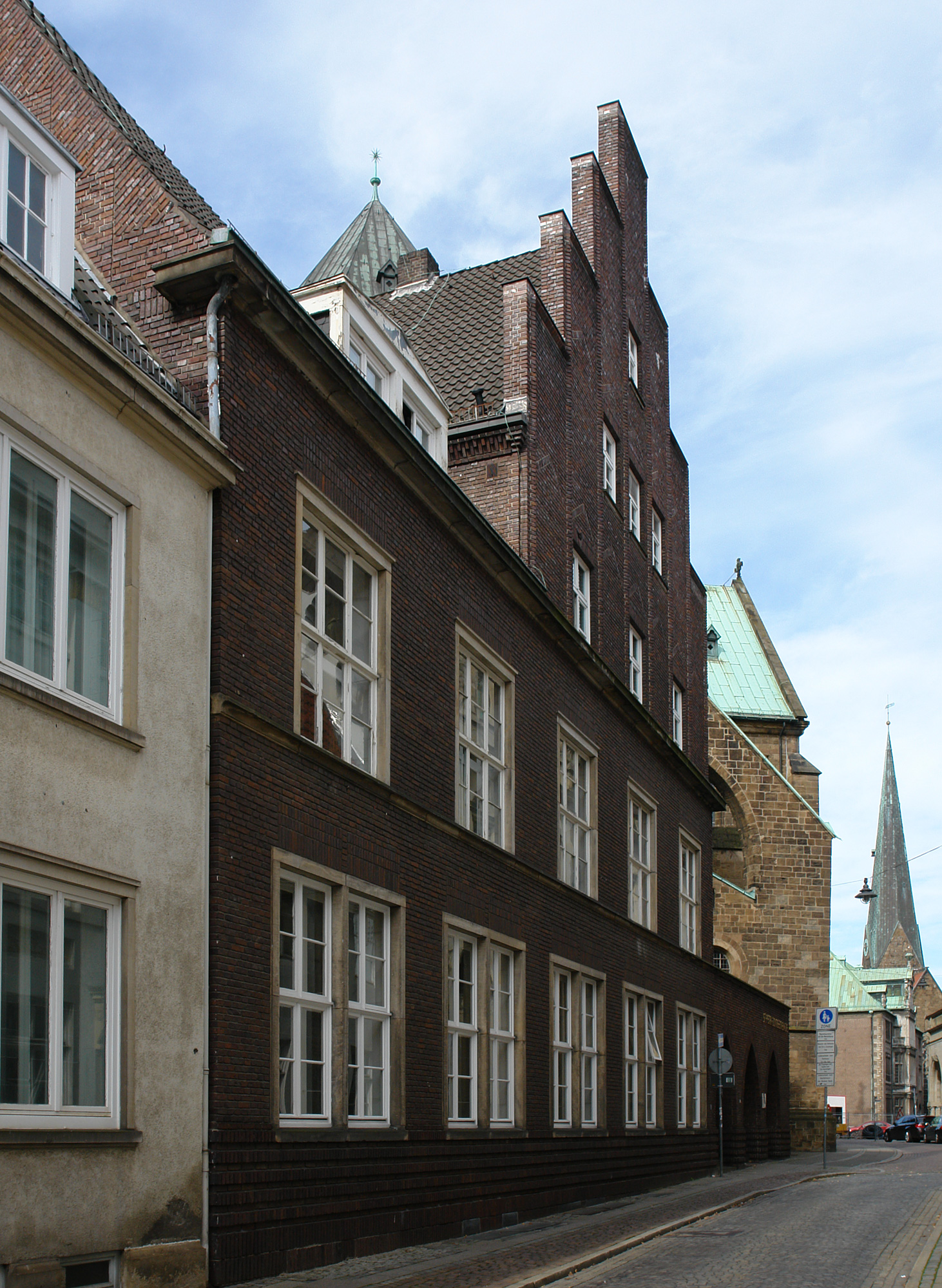
Gemeindehaus der Domgemeinde
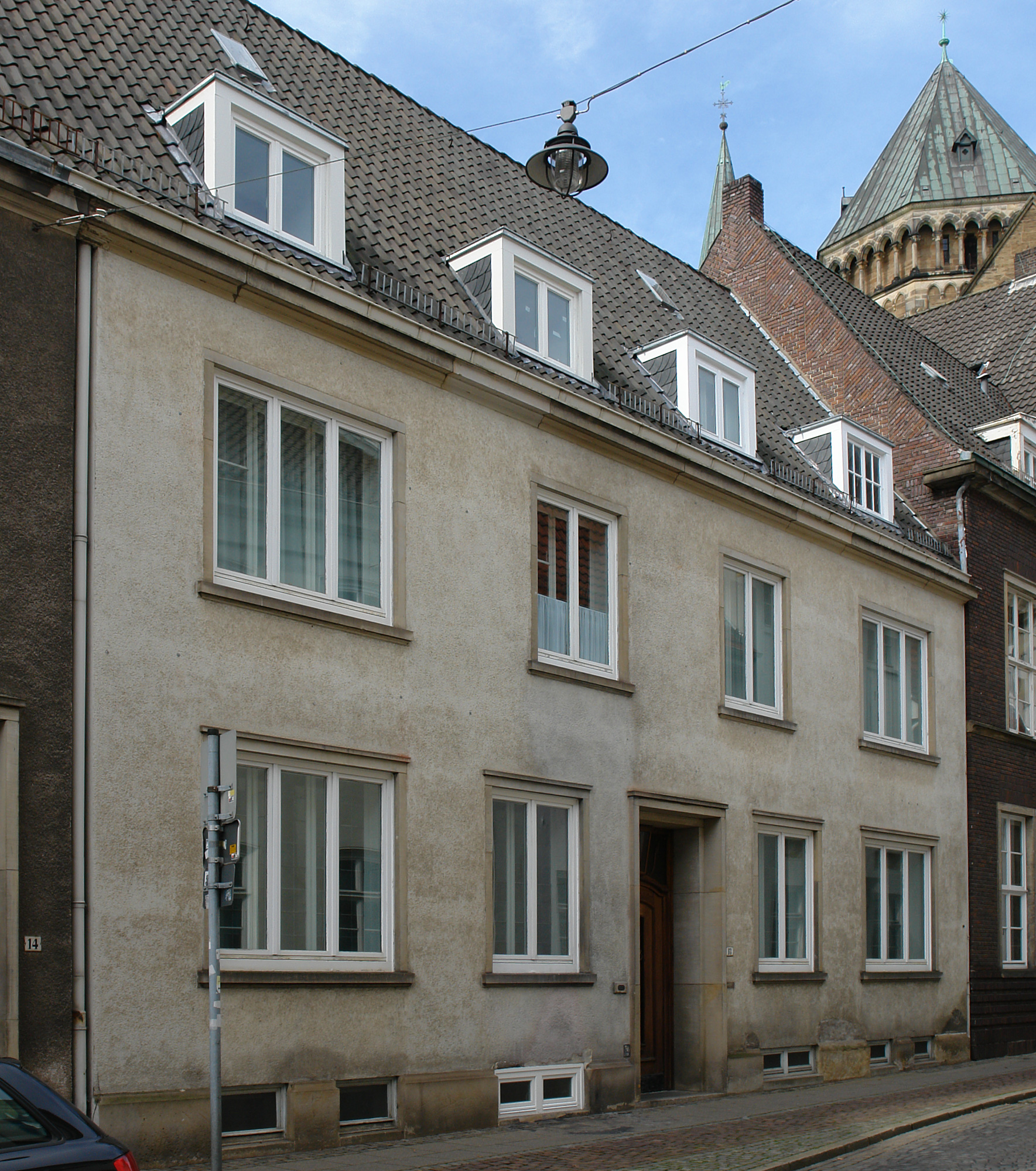
Sandstraße 13: Predigerhaus
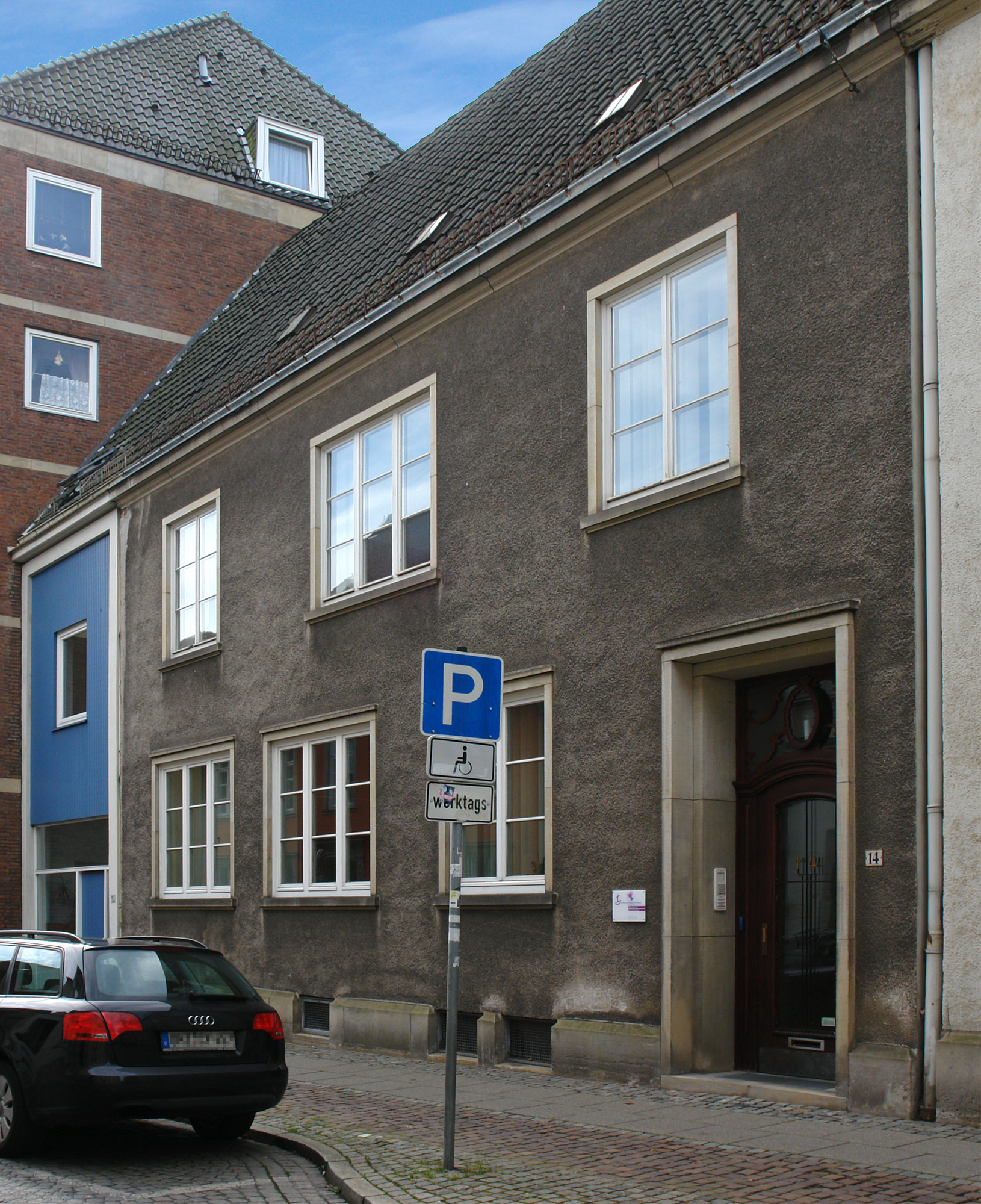
Sandstraße 14: Predigerhaus
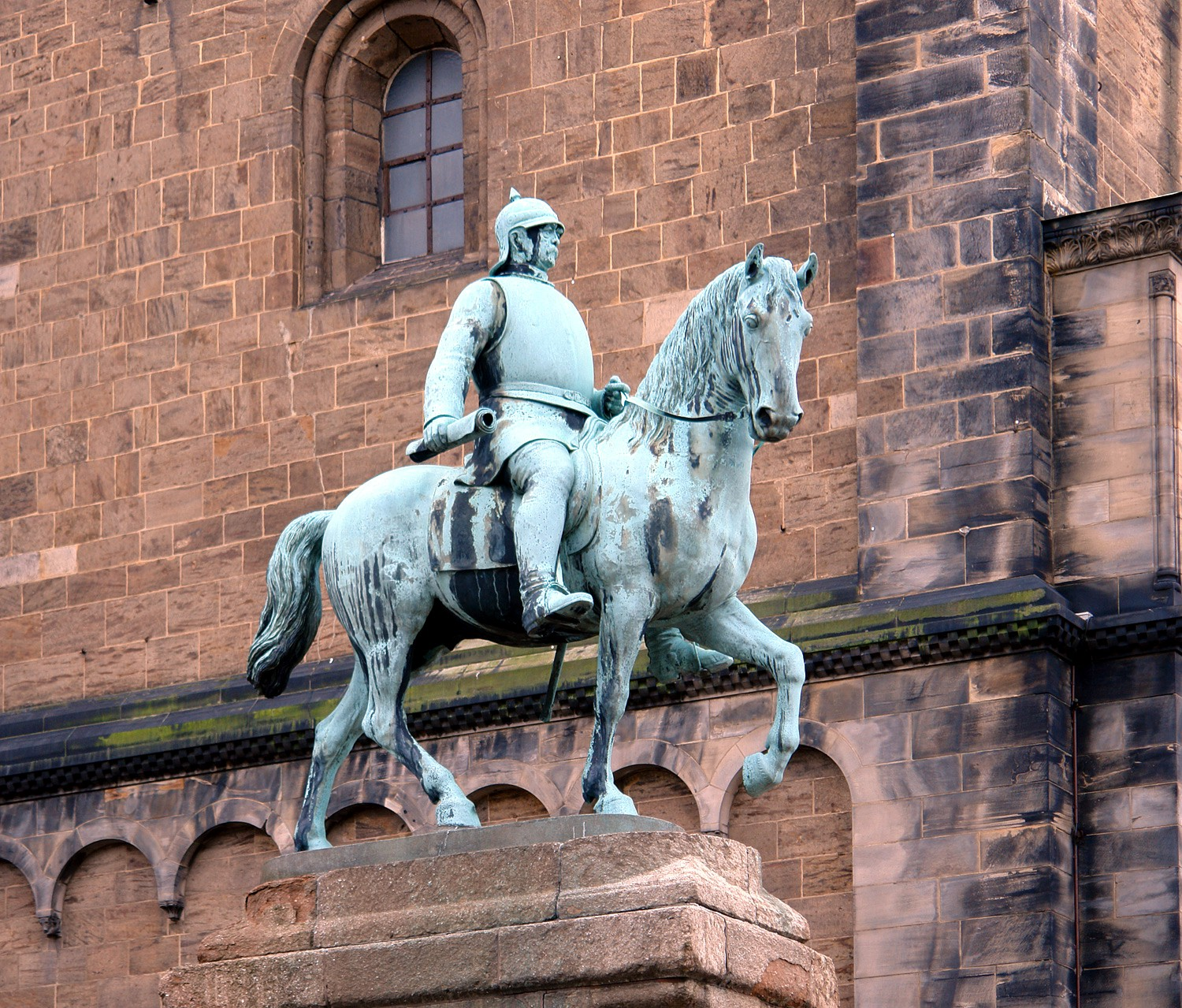
Bismarck-Denkmal
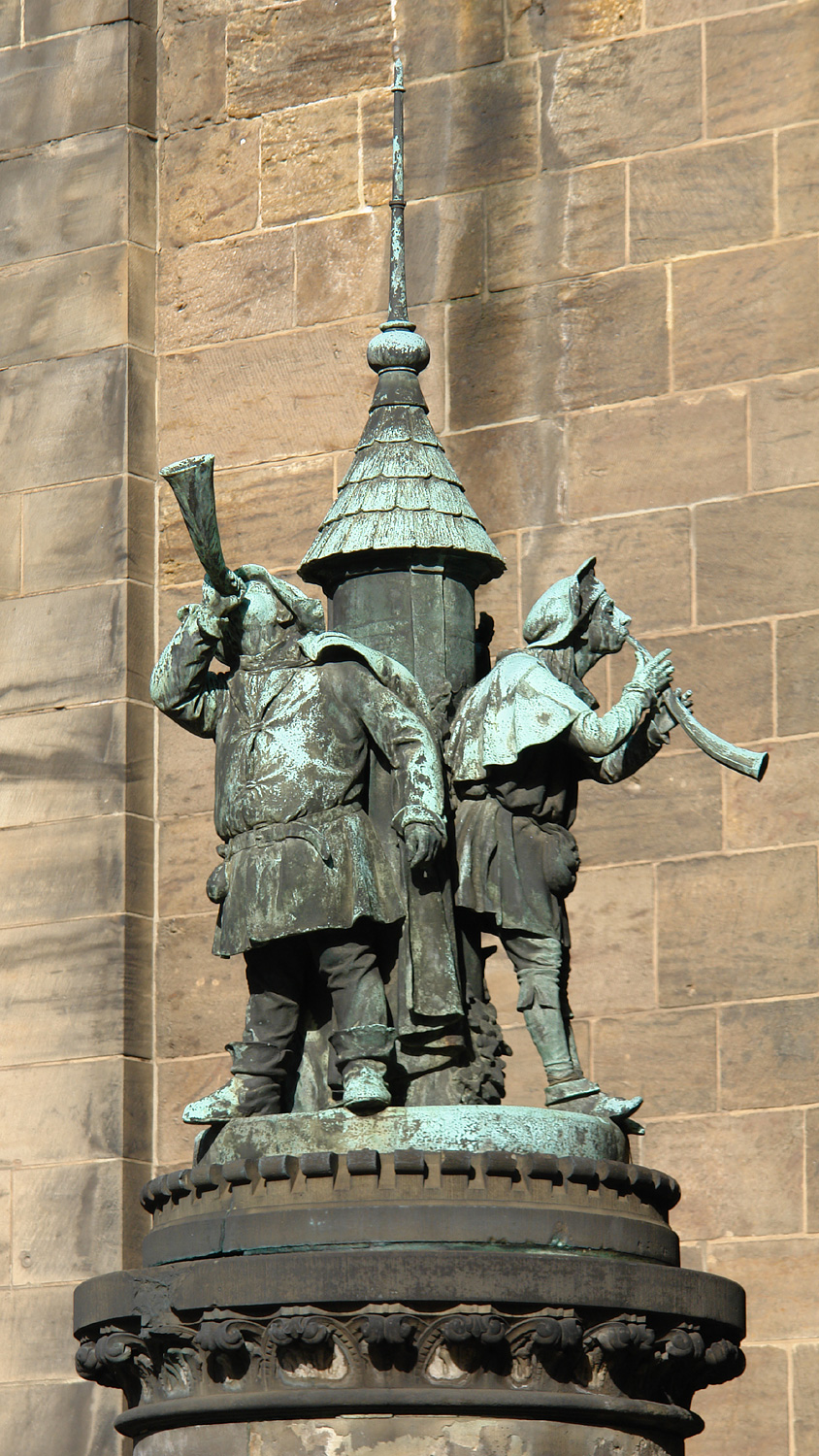
Turmbläserbrunnen

## Geschichte
Die Bremer Geschichte begann in den 780er Jahren mit dem Bau der ersten Kirche des Missionsbischofs Willehad auf der Bremer Domdüne. Ein zuerst von Erzbischof Libentius I. (ʕ 988–1013) errichteter Befestigungsring grenzte die überwiegend von Klerikern bewohnte Bremer Domburg von der benachbarten weltlichen Siedlung ab, die unter seinem Nachfolger Unwan (ʕ 1013–1029) eine vom Dom getrennte Pfarrkirche außerhalb der Domburg erhielt, Adam von Bremen: «basilicam sancti Viti extra oppidum construi».
Die weltliche Siedlung entwickelt sich zur Stadtgemeinde, die 1186 im Gelnhauser Privileg von Kaiser Friedrich I. („Barbarossa“) der kaiserlichen Rechtsprechung unterstellt wurde, aber noch lange brauchte, sich wirklich von den Erzbischöfen zu emanzipieren. Das heutige Straßennetz, das das Denkmalensemble Dominsel begrenzt, ist von den großen Dimensionen des Doms seit 1042 bestimmt, seit den von Erzbischofs Bezelin/Adalbrand gelegten Fundamenten. Auch die 1919 abgebrannte Domklausur war auf diesen großen Dom abgestimmt. Über Straßen, Plätze und Wege in der Domburg vor 1072 ist außer dem 2002 wiederentdeckten Torweg des Markttores nichts bekannt.
Obwohl die von Erzbischof Hermann von Bremen (ʕ 1032–1035) begonnene und von Bezelin mit einem großen Tor zum Markt versehene Steinmauer um die Domburg schon von Adalbert ab 1043 teilweise eingerissen wurde und im weiteren Verlauf des Mittelalters vollständig verschwand, existierte die aus der Burg hervorgegangene Domfreiheit als Enklave rechtlich bis zum Reichsdeputationshauptschluss 1803, seit der Säkularisierung des Erzbistums Bremen im Westfälischen Frieden 1648 zunächst in schwedischer, dann in hannöverscher Hand. Sie war deutlich ausgedehnter als das 1973 definierte Ensemble; die zuerst zeitlich vor der Domburg errichtete, dann mehrfach vergrößert wiederaufgebaute und heute verschwundene Wilhadikapelle und das um ab 1293 errichtete Palatium mit der zugehörigen Maria-Magdalenen-Kapelle standen innerhalb der Domburg, aber weit außerhalb des Denkmalareals.